# Michael Bang Petersen
Michael Bang Petersen (født 5. januar 1980) er professor ved Institut for Statskundskab ved Aarhus Universitet født i 1980. Hans forskning beskæftiger sig med politisk psykologi og evolutionær psykologi.
Han blev uddannet i statskundskab ved selv samme universitet, hvor han færdiggjorde sin Ph.d i 2007.
I 2020 blev han leder af det store forskningsprojektet Hope, der har undersøgt og analyseret danskernes adfærd gennem Covid-19 pandemien. Projektet har bidraget med stor viden og vejledte regeringen i dens håndtering af pandemien.